# 高木道之助
高木 道之助（たかぎ みちのすけ）は、江戸時代の長崎の地役人。長崎代官高木家の三男で、別名忠大。屋敷は、長崎市の桜馬場にあった。

## 略歴
江戸時代後期の長崎では、文化5年（1808年）のフェートン号事件を契機に、警備体制の見直しが行われ、町年寄の薬師寺久左衛門が砲術家として加増され、鉄砲方が設けられて警備役に抜擢された。
長崎の町では、地役人らによる「兎狩（うさぎがり）」といわれる軍事演習を年2回行なうようになった。オランダ商館員フィッセルは、80斤（約5キログラム）の自在砲を担いで発射する道之助を目撃し、その体力に感嘆している。
文化6年（1809年）3月、砲術の試し打ちを実施。その際、演習に参加した唐人番の1人が着衣に着火して火傷を負い、蘭方医に診せたが回復せず、破傷風を併発して20日あまりで死亡する事件が起きている。同年、来航したオランダ船に搭乗し、船上での大砲操作を視察する。
文政2年（1819年）9月晦日に長崎鉄砲方（鉄炮方、長崎砲術其外御備向御用取扱）に任命され、別家を立てる。鉄砲方となった道之助は、出島のオランダ人を訪ねて、火器や砲術についての質問を行なった。
文政4年（1821年）、江戸に参府して砲術の上覧を得る。